# 뤄바족
뤄바족(珞巴族, 낙파족, 락파족)은 중화인민공화국 티베트 자치구 동남부의 산난 지구, 닝치 지구에 거주하는 여러 중국티베트계 소규모 부족들을 묶은 분류로, 중국 정부가 인정한 56개의 소수민족 중의 하나이다. 주요 거주지는 동쪽으로 차유(察隅)에서 서쪽으로 먼유(门隅) 사이의 뤄유 지구(珞瑜地区)이다.
전체 인구는 약 60만명으로 추산되나 대부분 인도 아루나찰프라데시 주에 살고 있으며, 중국 영내에는 2010년을 기준으로 3,692명 정도만 거주하여 공인된 소수 민족 중 가장 적다.

## 개요
뤄바(Lhoba)는 '남쪽 사람들'을 의미하는 말로, 하나의 민족이 아닌 여러 소수민족을 통틀어 이르는 편의상의 분류이다.
티베트 내의 뤄바족들은 실제로는 적어도 세 가지의 서로 다른 언어를 말하는데, 이두 미슈미어(Idu Mishmi)는 티베트-버마 계열로 추정되는 미분류 언어(아루나찰 제어)이며, 보카르어(Bokar) 또는 아디어(Adi)는 티베트-버마계의 타니어군 계열이며, 나(Nah)는 서부 타니어군 벵니어의 한 방언이다. 이들 언어의 화자 집단은 각각 미슈미족, 아디족, 타긴족의 일부인데, 관련 민족은 티베트보다는 인도 아루나찰 프라데시 주에 더 많이 거주한다. 또한 일부 뤄바족으로 분류되는 사람들이 티베트계 언어를 사용하는 경우도 있다.
관련 미식별 민족으로 차위현에 거주하며 이두 미슈미족과 가까운 관계인 등인(僜人, Taraon, Digaro Mishmi)이 있는데, 오늘날 대부분은 인도 영내에 거주하고 있다.

## 같이 보기
- 아루나찰프라데시
- 중국티베트어족
- 중국의 소수민족